# Marco Aratore
Marco Calogero Aratore (* 4. Juni 1991) ist ein schweizerisch-italienischer ehemaliger Fussballspieler und heutiger -trainer, der zuletzt bis 2023 beim FC Basel U21 in der Promotion League unter Vertrag stand und aktuell Trainer der Jugend des BSC Old Boys Basel ist.

## Karriere

### Als Spieler

#### Vereine
Marco Aratore begann seine Karriere in der Jugendabteilung des FC Basel, die er von 1999 bis 2008 durchlief. Im Sommer 2008 wurde er schliesslich ins Kader der U-21-Mannschaft des FC Basel aufgenommen. In der Saison 2008/09 lief er in 13 Spielen in der 1. Liga (dritte Spielklasse) auf und schoss fünf Tore für die Basler. In der Saison 2009/10 wurde Aratore im Kader der ersten Mannschaft des FC Basel aufgenommen, er absolvierte sechs Pflichtspiele (eins in der Super League, eins im Schweizer Cup und vier in der UEFA Europa League). Er erzielte dabei ein Tor und bereitete drei weitere Tore vor. Er bestritt mit dem FC Basel erfolgreich drei Spiele der Europa-League-Qualifikation und wurde in der Gruppenphase beim Spiel gegen den ZSKA Sofia in der 64. Minute eingewechselt. Aratore wurde auch in derselben Spielzeit in der  U-21 eingesetzt, da gelang dem offensiven Mittelfeldspieler in vier Spielen ein Tor.
Am 27. März 2010 wechselte er bis zum Saisonende als Leihspieler zum FC Thun in die Challenge League. Er wurde bei sieben  Meisterschaftsspielen eingesetzt, bereitete vier Treffer vor und erzielte zwei Tore. Der Berner Oberländer Verein, der etliche Basler Nachwuchsspieler in seinem Team aufgestellt hatte, wurde in dieser Saison Challenge-League-Meister und stieg in die Axpo Super League auf.
In der Saison 2010/11 wurde Aratore für zwei Jahre nach Aarau ausgeliehen. In dieser Zeit kam er in zwei Saisons auf 49 Einsätze und erzielte dabei vier Tore und bereitete vierzehn vor.
Im August 2012 wechselte er wieder nach Basel zurück, spielte aber seitdem in der U-21-Mannschaft des FC Basel, wo er in der Vorrunde zu 16 Einsätzen von Beginn weg kam, dabei 13 Treffer erzielte weitere 12 Treffer vorlegte. Am 17. Januar wurde bekannt, dass er zu Winterthur ausgeliehen wurde. Winterthur übernahm ihn im Sommer 2013 vom FC Basel definitiv. Bei den Zürchern schoss er in 53 Meisterschaftspartien 19 Tore und verbuchte 15 Assists. Im Sommer 2014 wechselte Aratore zum FC St. Gallen.
Am 17. Mai 2016 schoss er mit 2 Toren den FC Zürich ins Elend, und der FC St. Gallen sicherte sich mit dem 3:0-Sieg über die Stadtzürcher den Ligaerhalt.
2018 wechselte er in die Premjer-Liga zu Ural Jekaterinburg. Am 19. August 2018 (4. Spieltag) debütierte er in der Premjer-Liga für Ural bei der 1:4-Auswärtsniederlage gegen Zenit St. Petersburg in der Startelf. In seiner ersten Saison im Ausland spielte er 19 Ligaspiele und kam mit der Mannschaft bis in den Final des Cups, wo man gegen Lokomotive Moskau jedoch mit 0:1 verlor. Zur Saison 2019/20 wurde Aratore an den FC Lugano ausgeliehen. Direkt bei seinem Debüt gegen den FC Zürich schoss er sein erstes Tor für den Verein zum zwischenzeitlichen 2:0 (Endstand: 4:0). Bis zum Ablauf der Leihe spielte er insgesamt 30 Mal und traf fünfmal, dabei spielte er unter anderem auch in der Europa League.
Zwei Monate nach seiner Rückkehr nach Russland kehrte er ablösefrei zu seinem Exklub, dem FC Aarau, zurück. Sein Comeback feierte er nach Einwechslung bei einem 2:1-Sieg über den FC Chiasso am dritten Spieltag. In der Saison 2020/21 schwankte er immer wieder zwischen Einwechselspieler und Stammspieler. 2022 kehrte er nochmals zu seinem Stammverein FC Basel U-21 zurück und beendete Anfang 2023 seine aktive Karriere.

#### Nationalmannschaften
Aratore wurde früh auch schon bei internationalen Begegnungen eingesetzt. Bei einem U-16-Vierländer-Turnier in Nordirland wurde Aratore zum besten Spieler des Turniers gewählt. Mit der U-19-Nationalmannschaft absolvierte er 2009/10 vier Freundschaftsspiele gegen die Mannschaften aus Kroatien, Österreich, Dänemark und Italien (insgesamt 13 Spiele, in denen er 3 Tore schoss). Es folgten weitere internationale Auftritte mit der U-20-Nationalmannschaft (insgesamt 9 Spiele, in denen er ein Tor schoss).

### Als Trainer
Nach seinem Rücktritt als Spieler wurde Aratore Co-Trainer der Jugend des BSC Old Boys Basel und in der Saison 2023/24 Co-Trainer der U-21-Mannschaft. Seit dem 1. Juli 2024 ist er Trainer der Old Boys Jugend.

## Erfolge
FC Thun
- Challenge-League-Meister: 2010[17]

FC Basel
- Schweizer Meister U-16: 2005/06[18], 2006/07[19]
- Schweizer Meister: 2010
- Schweizer Cupsieger: 2010